# 프리드리히 마이네케

프리드리히 마이네케(Friedrich Meinecke, 1862년 10월 20일 – 1954년 2월 6일)는 나치의 폴란드 침공을 지지한 국민자유주의와 반유대주의적 견해를 가진 독일의 역사가였다. 제2차 세계대전 후에는 구전통의 대표자로서 나치 정권을 비판하면서도 반유대주의적 편견을 계속해서 표명하였다.
독일 자유주의의 대표적인 지지자였던 마이네케는 나치 정권의 탄압을 받았고 독일 역사학의 '내적 망명(innere Emigration)'을 대표하는 인물이었다. 1948년에 그는 서베를린에 베를린 자유 대학교를 설립하는 데 일조했으며 생을 마감할 때까지 중요한 인물로 남았다.
마이네케는 18세기와 19세기 독일의 지적 및 문화사에 대한 작업으로 가장 잘 알려져 있다. 그의 명성을 얻은 책은 19세기 민족 감정의 발전을 추적한 1908년 저작 Weltbürgertum und Nationalstaat (세계주의와 민족 국가)였다. Die Idee der Staatsräson (1924)을 시작으로 그의 작업 대부분은 Kratos (권력)와 Ethos (도덕) 사이의 갈등과 그 사이의 균형을 달성하는 방법에 관한 것이다.